# Popsimonova
Popsimonova (Kroatisch: Попсимонова, artiestennaam van Lana Jastrevski) is een Kroatisch electro-zangeres, producer en songwriter. 

## Levensloop
Ze maakte haar muzikaal debuut in 2006 met de electroband Dekolaž, waarmee ze onder andere optrad op Exit Festival in 2007. Nadat de band in 2008 uit elkaar viel, ging ze solo verder. Haar eerste solouitgave was Obrisi. Popsimonova's debuutsoloalbum Brokedown palace werd in 2015 uitgebracht op het label Electronic Emergencies.

## Discografie

### Singles
- Ruby (2012)
- Falling down tonight (ft. Zarkoff, 2012)
- Hazardous material (ft Zarkoff & Selecto, 2012)
- Break and enter (ft. Zarkoff, 2014)
- After The Fall (2019)

### Albums
- Die Brücke (ft. Zarkoff, 2014)
- Brokedown Palace (2015)